# Рудник Вудларк
Рудник Вудларк – колишній, а можливо й майбутній, гірничодобувний майданчик у Меланезії, в державі Папуа Нова Гвінея, на острові Вудларк (також відомий як острів Muyua), що лежить у Соломоновому морі за шість сотень кілометрів на схід від Порт-Морсбі.
В 1895 році два європейські торговця виявили на Вудларку розсип золота. Звістка про це викликала в Австралії загострення «золотої лихоманки» і вже у 1997-му на острові працювало біля чотирьох сотень європейських золотошукачів, а також понад півтори тисячі туземних працювників. Як оцінюється, за 1896 – 1897 було видобуто понад 600 кілограмів золота, проте на цьому багаті поклади вичерпались і вже в 1898-му тут вело діяльність лише півтори сотні золотошукачів (до того ж їх чисельність скорочувала характерна для Меланезії малярія).
Втім, розробка продовжувалась, причому на початку 1900-х на тлі вичерпання розташованих близько до поверхні запасів узялись за підземну розробку (спершу на рудному тілі Куламадау, а потім на Боніават та Бусай). Станом на 1910 рік Вудларк забезпечив 43% накопиченого виробництва золота в Папуа, а за весь період до Другої світової війни на острові видобули майже 7 тонн цього металу.
В наші часи існує проект організації на Вудларку великої копальні, яким опікується Geopacific Resources Limited, що прямо чи опосередковано володіє 93% власника ліцензії – Woodlark Mining Limited. Опублікований наприкінці 2010-х проект передбачав операційну діяльність рудника протягом 15 років, за які очікували вилучити 29 млн тонн руди, що має містити 32 тонни золота (з рудних тіл Бусай, Кулумаду та Вудларк-Кінг, що розміщені у зоні завдовжки 5 км). Розробка має вестись відкритим способом із відправкою руди на завод з вилучення золота потужністю 2,4 млн тонн на рік. Відходи переробки повинні захоронюватись у морі на великій глибині, куди від фабрики прямуватиме трубопровід.
Крім того, продовжується розвідувальна кампанія, оскільки окрім зазначених вище запасів оцінені ресурси проекту становлять 47 млн тонн із вмістом золота майже півсотні тонн.